# Onthophagus sepilokensis
Onthophagus sepilokensis là một loài bọ cánh cứng trong họ Bọ hung (Scarabaeidae).